# Stiwar Mena
Stiwar Mena (Quibdó, Colombia, 2 de octubre de 1994) es un futbolista colombiano. Juega como defensa central y su equipo actual es el Patriotas Boyacá de la Categoría Primera B de Colombia.

## Clubes
| Club                     | País        | Año         |
| ------------------------ | ----------- | ----------- |
| Deportes Quindío         | Colombia    | 2012        |
| Universitario de Popayán | Colombia    | 2013 - 2015 |
| Deportes Quindío         | Colombia    | 2015 - 2019 |
| Unión Magdalena          | Colombia    | 2020 - 2021 |
| Alianza FC               | El Salvador | 2021        |
| Unión Magdalena          | Colombia    | 2022        |
| Deportivo Binacional     | Perú        | 2023        |
| Patriotas Boyacá         | Colombia    | 2023-       |

## Palmarés

### Torneos nacionales
| Título                          | Equipo              | País        | Temporada |
| ------------------------------- | ------------------- | ----------- | --------- |
| Primera División de El Salvador | Alianza Fútbol Club | El Salvador | 2021-A    |